# Victor Pasmore
Edwin John Victor Pasmore (Chelsham, 3 dicembre 1908 – Gudia, 23 gennaio 1998) è stato un pittore inglese.

## Biografia
Da giovane frequentò assiduamente i corsi serali della Central School, dove allora insegnava Archibald Standish Hartrick, grazie al quale riuscì a maturare una vasta conoscenza della pittura impressionista e postimpressionista. Dal 1928 al 1935 diresse i suoi interessi al fauvismo, al cubismo e all'astrattismo. Nel 1934 espone alla mostra Objective Abstractions insieme a William Coldstream e a Graham Bell.
Fondò nel 1937 la Euston Road School ispirata al naturalismo lirico, influenzato dalla pittura di Corot e di Bonnard.
Pasmore fu tra i primi ad aderire inoltre all'arte concreta, dopo una crisi personale nel 1948, quando avvertì la contraddizione fra l'uomo contemporaneo e il naturalismo da lui abbracciato. Iniziò in lui un periodo che lo portò ad elaborare dei collages con strutture geometrizzanti. 
Dal 1951 subì l'influenza di Naum Gabo e del De Stijl, orientandosi sempre più verso l'arte concreta, su opere tridimensionali costruite con plexiglas e tubi di metallo.
È considerato uno dei più importanti e significativi artisti astratti della Gran Bretagna, inoltre nel campo geometrico puro le sue pitture a rilievi sono da annoverate tra le opere più degne d'attenzione nella discendenza di Mondrian

## Victor Pasmore nei musei
- Galleria d'arte moderna e contemporanea di Bergamo
- Museo Carandente, Palazzo Collicola - Arti visive di Spoleto